# جاك غاريك
جاك غاريك (بالإنجليزية: John Andrew Frank Garrick)‏ هو عالم حيوانات نيوزيلندي، ولد في 1928 في نيوزيلندا، وتوفي في 30 أغسطس 2018 في إقليم وايكاتو في نيوزيلندا.